# Смена-8М

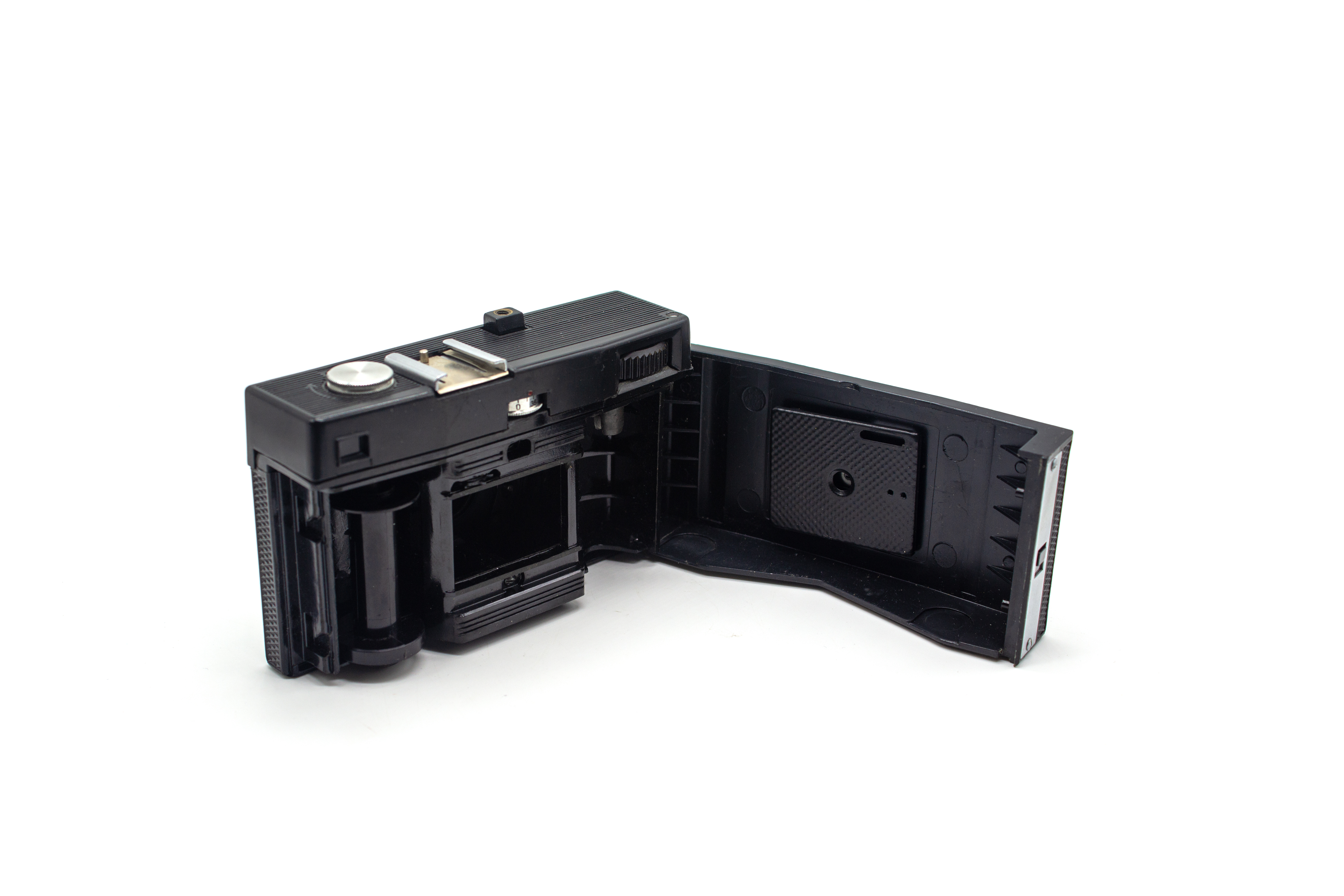
«Смена-8М» с оригинальной приёмной катушкой

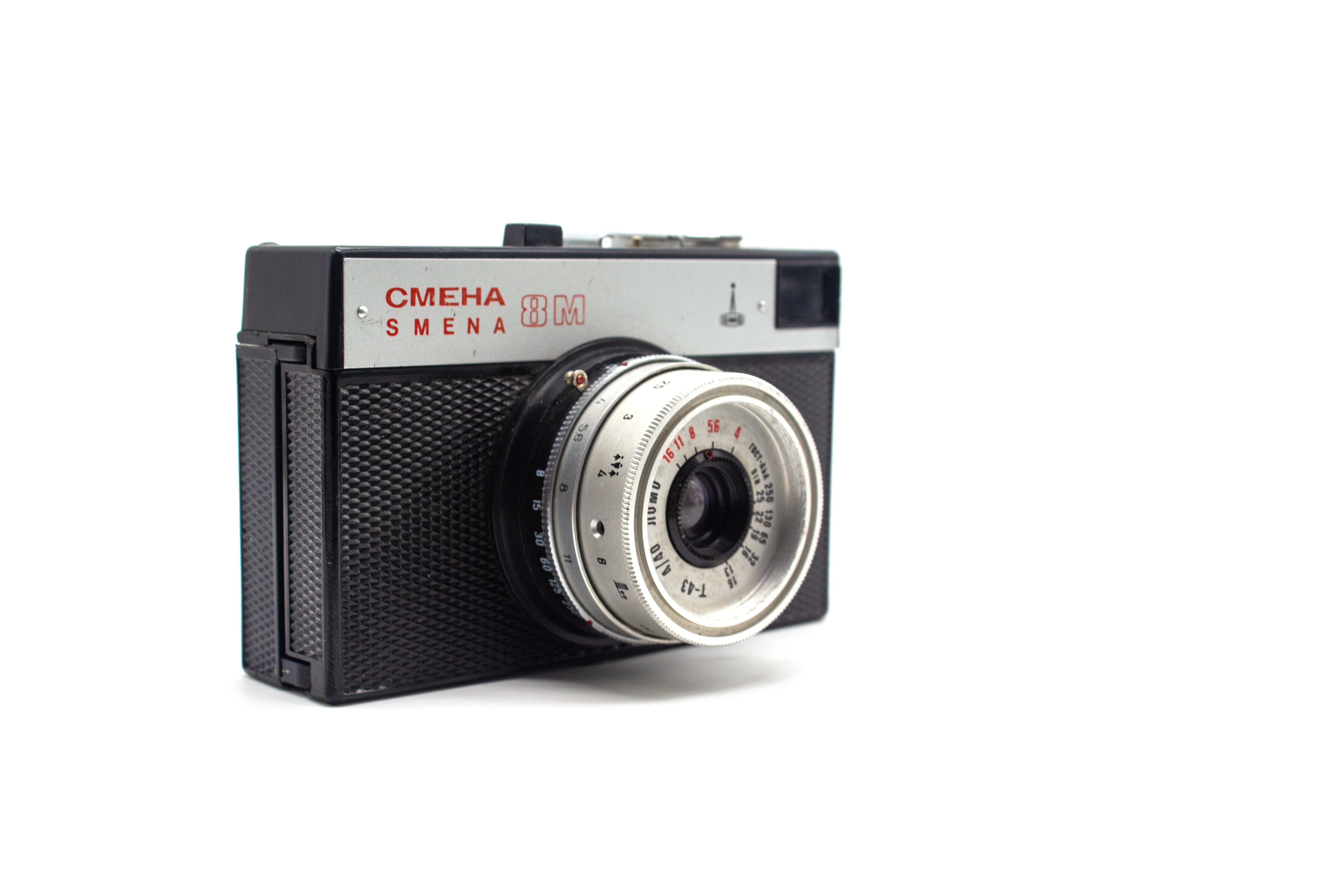
«Смена-8М»

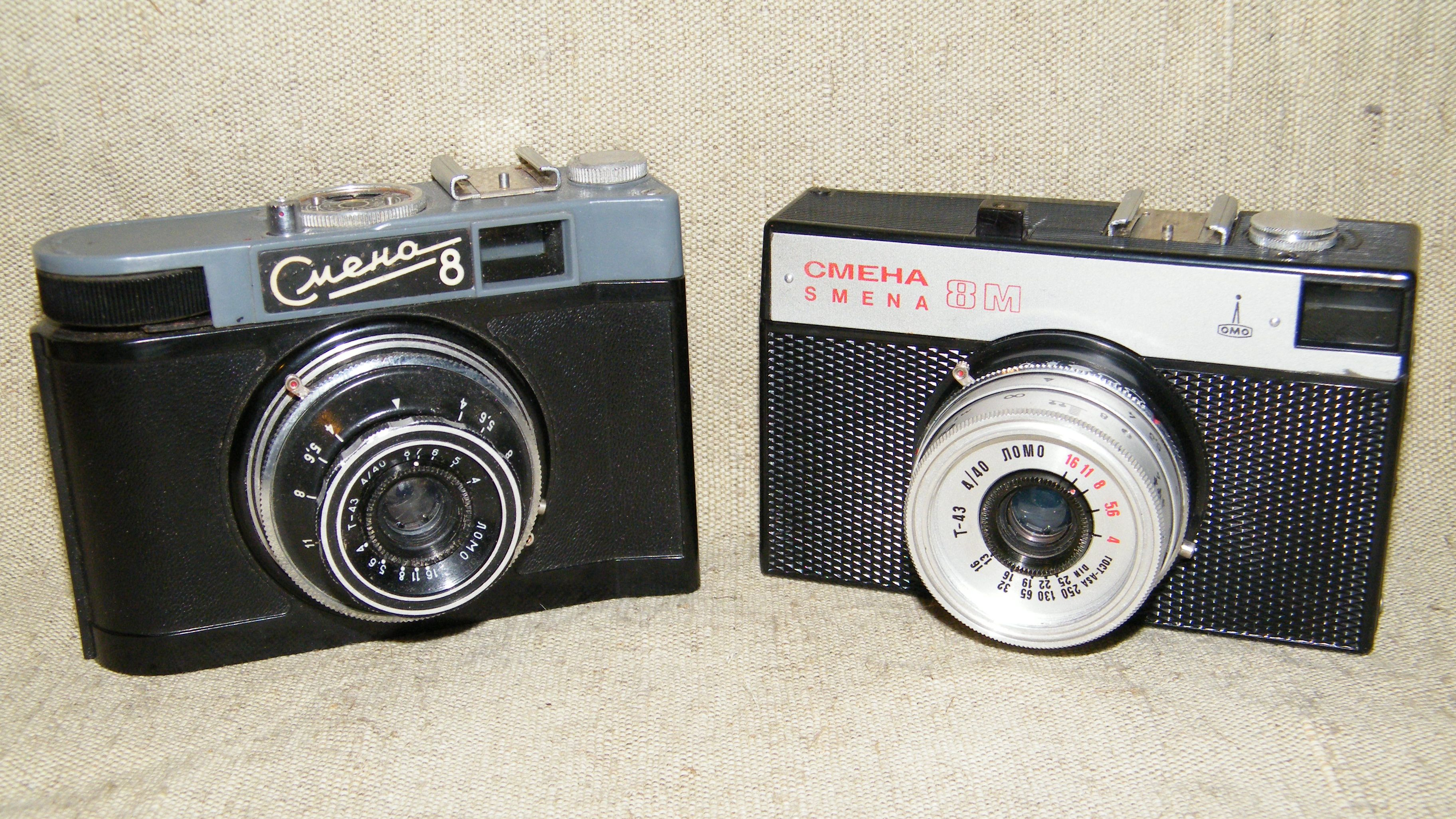
«Смена-8» и «Смена-8М»

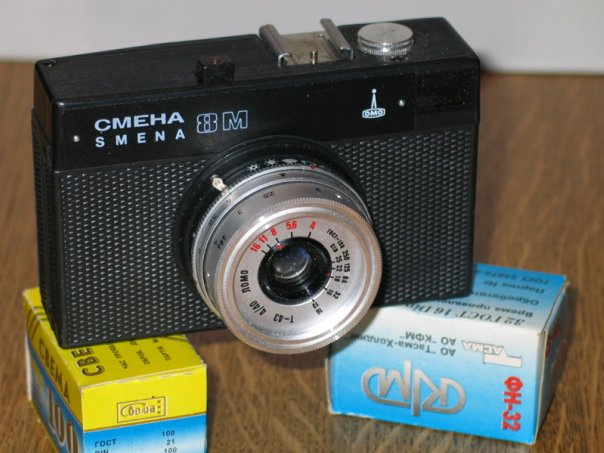
Смена 8М поздних выпусков (1990-е) в полностью чёрном исполнении.

Сме́на-8М — шкальный советский фотоаппарат, выпускавшийся объединением ЛОМО с 1970 года по 1990 год.
«Смена-8М» считается самым массовым в мире фотоаппаратом, суммарный выпуск которого вместе с предыдущей моделью «Смена-8» превысил 21 миллион экземпляров. По некоторым данным более точное число составляет 21 041 191 штук (по 1995 год включительно).
Индекс «8М» получила модель «Смена-9» в изменённом корпусе. Главное отличие состояло в появлении погодных символов на шкале выдержек и сюжетных на метражной шкале, облегчивших выбор экспозиции и наводку на резкость. Расстояние стало возможно определять по крупности плана: «одиночный портрет», «двойной портрет», «групповой снимок» и «пейзаж».
В 1990-х годах на смену «Смене-8М» пришла модель «Смена-35» в более современном корпусе и с улучшенным видоискателем.

## Технические характеристики
- Объектив — Триплет «Т-43» 4/40 (три линзы в трёх компонентах), несменный, просветлённый. Угол поля зрения объектива — 55°[6]. Диафрагма — ирисовая. Резьба под светофильтр М35,5×0,5.
- Доступные значения диафрагм — от f/4 до f/16.
- Затвор — центральный, залинзовый, отрабатываемые выдержки — 1/15, 1/30, 1/60, 1/125, 1/250 и «В»[7]. Взвод затвора не сблокирован с перемоткой плёнки.
- Тип применяемого фотоматериала — фотоплёнка типа 135 в кассетах. Размер кадра — 24×36 мм.
- Корпус — пластмассовый (бакелитовый), с открывающейся задней стенкой. Приёмная катушка съёмная, возможна съёмка в пустую кассету без обратной перемотки (чаще всего так это и происходило). Счётчик кадров с ручной установкой первого кадра.
- Кабельный синхроконтакт «Х», обойма для съёмного дальномера или для фотовспышки.

## Некоторые факты
- «Смена-8М» занесена в книгу рекордов Гиннесса как самый массовый фотоаппарат планеты. Вместе с предыдущей модификацией «Смена-8» суммарный выпуск превысил 21 миллион экземпляров[5].
- Розничная цена в советское время — 15 рублей.
- До сих пор пользуется определённой популярностью среди современных любителей плёночной фотографии за свою неприхотливость, лёгкость, достаточную функциональность и простоту ремонта и юстировки.
- Фотовспышка может быть синхронизирована с центральным затвором на любой выдержке вплоть до 1/250 с, что не уступает современным зеркальным аппаратам высокого уровня.
- Перемотка фотоплёнки осуществлялась не за перфорацию, а рулоном, что полностью исключало возможные проблемы в суровых зимних условиях.
- Фотоаппарат «Смена-8М» комплектовался оригинальной приёмной катушкой. Оригинальная приёмная катушка в настоящее время представляет коллекционный интерес (сохранилось малое количество).
- Внутри видоискателя стояла простая призма (параллелепипед из прозрачной пластмассы), не позволяющая точно определять границы кадра.
- Выдержки устанавливаются плавно, как и диафрагма. Между выдержками 1/15 и «В» можно установить выдержку несколько длиннее, чем 1/15 сек.
- Из-за того что затвор не сблокирован с перемоткой пленки возможно повторное экспонирование на один кадр. С одной стороны это может привести к ошибкам, с другой стороны при умелом пользовании даёт возможность творческих экспериментов с многократным экспонированием.

### Табличный экспонометр
У фотоаппарата «Смена-8М» кольца установки выдержки и диафрагмы снабжались дополнительными шкалами для упрощения и облегчения установки экспозиции (табличный экспонометр). Шкале значений диафрагм сопутствовала шкала светочувствительности фотоплёнки, а шкале выдержек — шкала символов погоды.
| Светочувствительность фотоплёнки, ед. ГОСТ | 16  | 32    | 65  | 130  | 250  |
| Значение диафрагмы                         | f/4 | f/5,6 | f/8 | f/11 | f/16 |

| Символ погоды     | Ясно  | Солнце в дымке | Облачно | Пасмурно | Грозовые тучи |
| Значение выдержки | 1/250 | 1/125          | 1/60    | 1/30     | 1/15          |